# Чіфлік (община Чешиново-Облешево)
Чіфлік  (мак. Чифлик) — село в Північній Македонії, яке входить до складу общини Чешиново-Облешево, що в Східному регіоні країни.
Громада складається з 667 осіб (перепис 2002): за національністю — 666 македонців і 1 серб. Село розкинулося в низинній місцевості (середні висоти — 291 метрів), яку македонці називають Кочанською низовиною.